# HSL-Oost

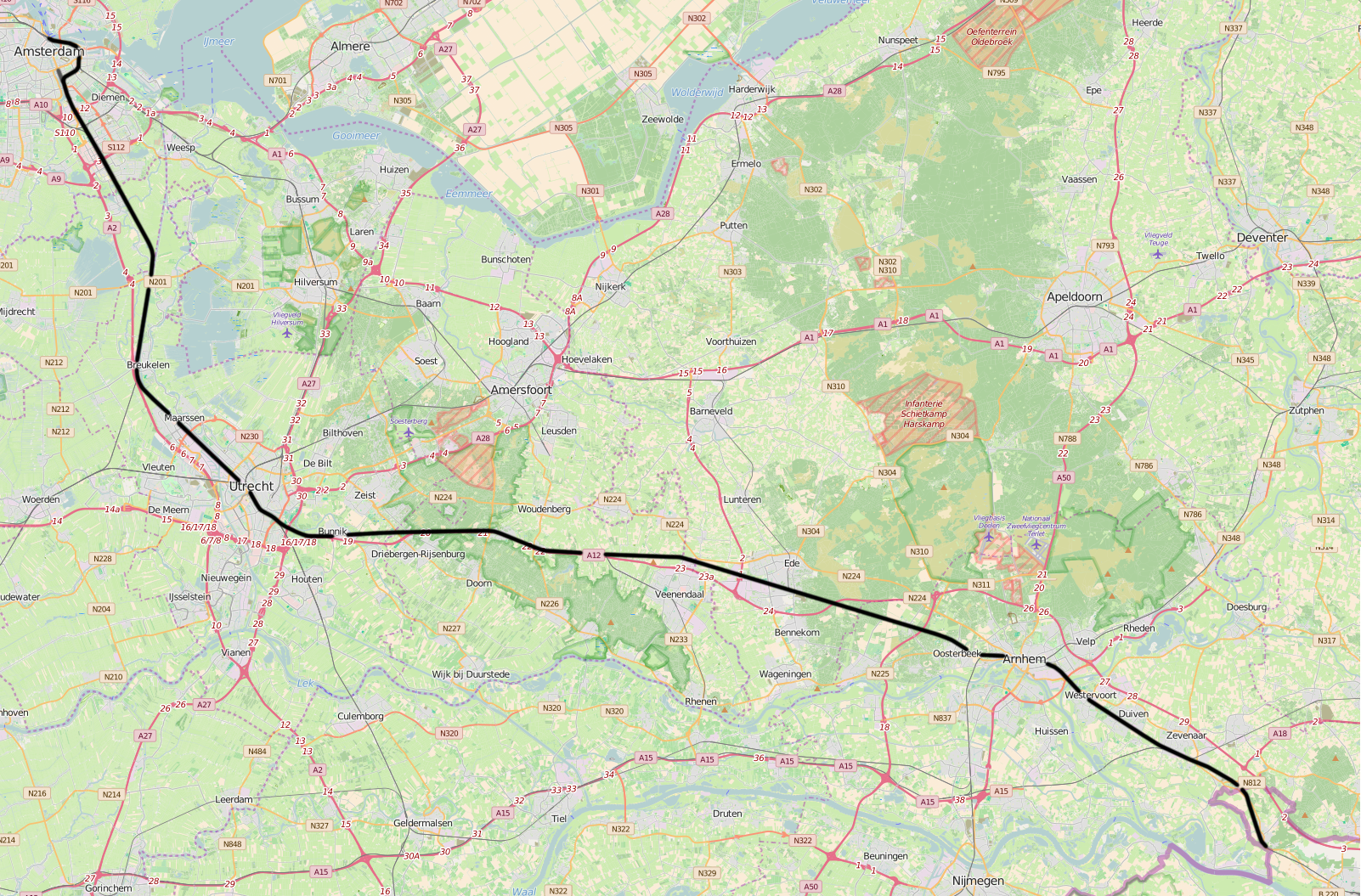
De bestaande spoorlijn Amsterdam - Elten. Klik op de kaart voor een vergroting.

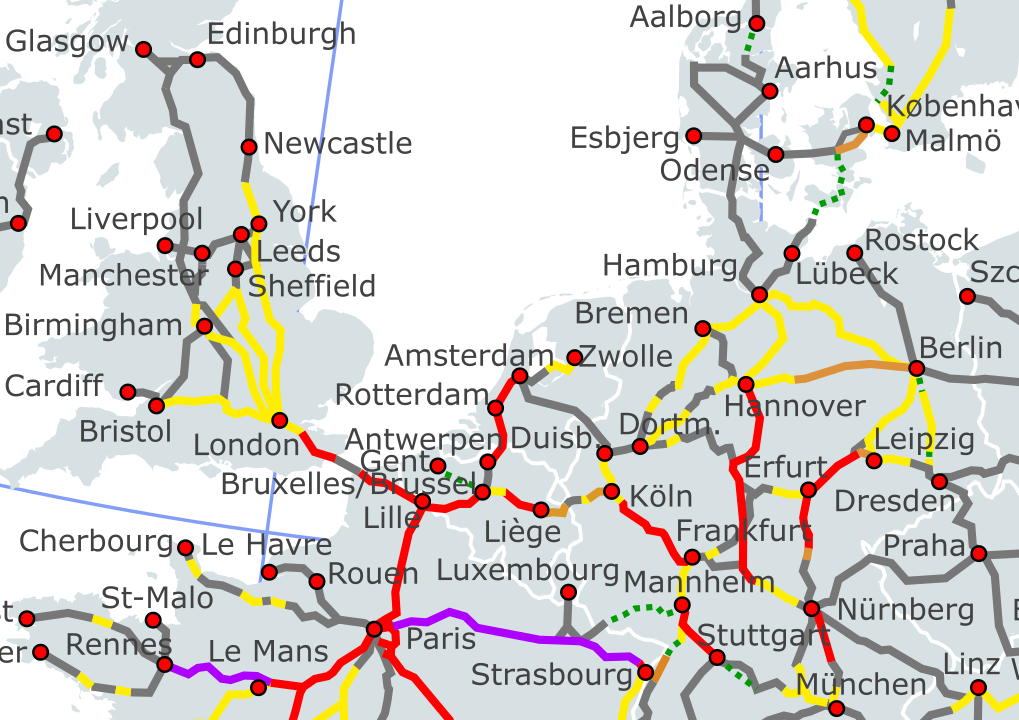
Omliggende Europese hogesnelheidsnetwerk (juni 2020)
320-350 km/u
270-300 km/u
240-260 km/u
200-230 km/u
In aanbouw
Minder dan 200 km/u

HSL-Oost is de benaming voor een sinds 2001 afgeblazen Nederlandse hogesnelheidslijn tussen Amsterdam en de Duitse grens via Utrecht en Arnhem. De lijn zou grotendeels het tracé van de bestaande Rhijnspoorweg gaan volgen.

## Geschiedenis

### Ambities voor een hogesnelheidslijn
Het ambitieuze NS-toekomstplan Rail 21 uit 1988, dat in 1989 werd goedgekeurd, voorzag in de realisatie van een hogesnelheidslijn Amsterdam – Utrecht – Arnhem – Keulen – Frankfurt in het jaar 2000. Tegen december 1994, toen de spoorlijn al bekendstond als 'HSL-Oost', werd vermoed dat de opening rond 2003 zou plaatsvinden. In de Troonrede van september 1995 was de verwachting bijgesteld tot 2006.
Er ontstond discussie over of de HSL-Oost volledig uitgevoerd moest worden zoals gepland, namelijk door het viersporig maken van de lijn tussen Utrecht en Arnhem en de bovenleiding overal geschikt te maken voor een maximumsnelheid van 250 à 300 km/u, omdat dit behoorlijk duur zou worden tegen een beperkte maatschappelijke meerwaarde. Tegen maart 1996 werd gedacht aan het vooral verbeteren van de bestaande lijn en om te streven naar een maximumsnelheid van 160 à 200 km/u.
In 2000 maakte het Centraal Planbureau een kosten-batenanalyse, waaruit bleek dat, als men niet extra zou investeren in de spoorlijn tussen Utrecht en Arnhem, de rest van het project nog steeds genoeg was om de reistijd van Amsterdam naar Frankfurt terug te brengen van 5 uur en 10 minuten naar 3 uur en 15 minuten. Vanaf de Duitse grens tot Keulen kon namelijk nog steeds 200 km/u en tussen Keulen en Frankfurt zelfs 300 km/u worden gehaald. Volgens verschillende oplossingen voor het baanvak Utrecht – Arnhem (waar de trein zonder extra investering maximaal 140 km/u zou kunnen gaan) zou slechts 15 à 20 minuten extra worden bespaard die 4 à 7 miljard gulden zouden kosten 'die de samenleving nooit zal terugverdienen'. In juli 2000 besloot Kabinet-Kok II daarom af te zien van grote investeringen in het lijngedeelte Utrecht – Arnhem, tot teleurstelling van verschillende belangengroepen zoals VNO/NCW, de Gelderse politiek en de NS.
In december 2000 wilde een ruime Kamermeerderheid dat de lijn Utrecht – Arnhem alsnog werd verdubbeld (naar vier sporen) en een maximumsnelheid van 200 km/uur mogelijk te maken. Minister van Verkeer en Waterstaat Tineke Netelenbos vond dat te duur en zei dat treinen tussen Amsterdam en Utrecht tot 2015 160 km/u konden rijden en "het zou zeer onlogisch zijn dat een stuk verderop wel 200 km/u gehaald zou moeten worden".

### Alternatieve plannen na het afblazen

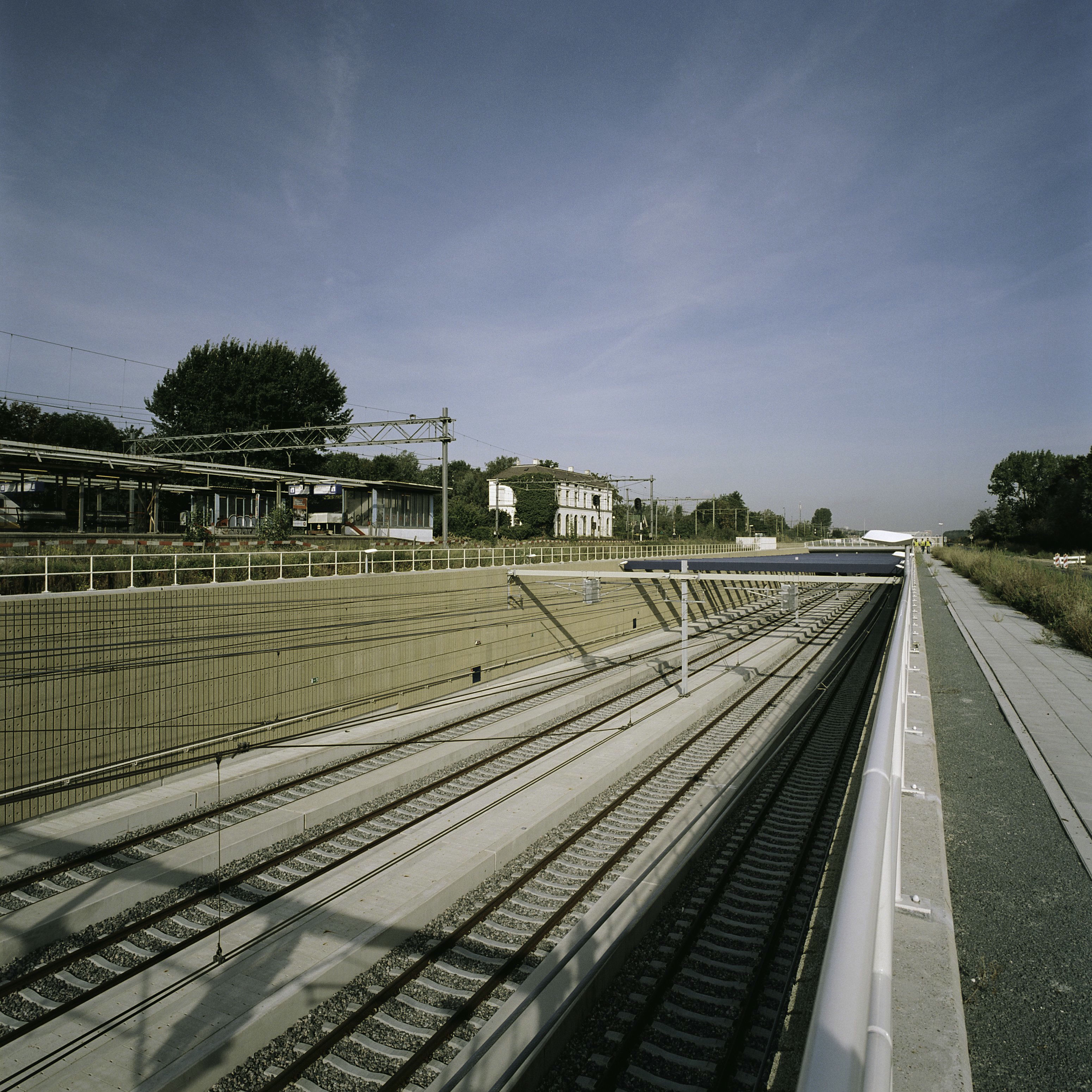
Vier sporen bij het Rien Nouwen Aquaduct in Abcoude, gebouwd als onderdeel van de spoorverdubbeling tussen Amsterdam en Utrecht.

De hogesnelheidslijn en spoorverdubbeling werden in 2001 definitief door Netelenbos afgeblazen, omdat het project onrendabel werd geacht: de tijdwinst en het verwachte aantal reizigers was onvoldoende om de investering van 4 à 7 miljard gulden te rechtvaardigen. Het besluit was mede beïnvloed door andere internationale hogesnelheidslijnbouwprojecten die met hoge en onverwachte kosten en onvoorziene complexiteiten kampten.
In december 2001 stemden de coalitiefracties PvdA, VVD en D66 in de Kamer en ook de NS uiteindelijk in met Netelenbos' plan om tot 2020 geen spoorverdubbeling toe te passen en in plaats daarvan de bestaande tweesporige lijn beter te benutten door de aanleg van passeersporen, ongelijkvloerse kruisingen, geluidsweringen, verlenging van perrons en vanaf 2007 geoptimaliseerde technieken om treinen dichter achter elkaar te laten rijden.
In de periode 1999-2007 werd de spoorlijn Amsterdam Bijlmer ArenA – Utrecht Centraal verdubbeld, waardoor er in plaats van twee, vier sporen ter beschikking kwamen. De twee buitenste sporen zijn geschikt gemaakt voor toekomstig gebruik met 200 km/u en de bovenleiding is voorbereid voor een bovenleidingspanning van 25 kV. Op het baanvak is 160 km/u toegelaten.
In plaats van het aanleggen van een hogesnelheidslijn werd besloten tussen Utrecht en Arnhem extra passeersporen voor stoptreinen aan te leggen om de ICE's een snelle doorgang te verlenen en de capaciteit te vergroten door blokken te verkleinen, zodat de treinen elkaar sneller kunnen opvolgen. Dit project kreeg de naam Traject Oost. De perrons van de stations Driebergen-Zeist, Veenendaal-De Klomp en Ede-Wageningen werden verlengd, zodat deze lang genoeg waren voor Intercity-treinen van maximaal 12 bakken.

### Nieuwe voorstellen
Op 3 maart 2006 kwamen de provincie Gelderland, de stadsregio en de gemeente Arnhem met een in opdracht gemaakt voorstel naar buiten, de Deltalijn genaamd. Door stapsgewijs tussen 2012 en 2020 relatief betaalbare maatregelen te nemen, zou er een betrouwbare verbinding ontstaan. Deze maatregelen zouden boven op die van Traject Oost komen. De baanvaksnelheid zou dan in 2020 160 km/u zijn. Hierbij nog de optie om de maximumsnelheid later nog te verhogen naar 200 km/u.
In februari 2009 zegde verkeersminister Camiel Eurlings aan de Tweede Kamer toe opnieuw onderzoek te gaan verrichten naar de mogelijkheden omtrent de HSL-Oost. Op 22 september 2010 verscheen dit onderzoek, genaamd Synergie in railcorridors: Een onderzoek naar het integraal ontwerpen van railnetwerken waaruit bleek dat met behulp van een nieuwe ontwerpmethodiek de HSL-Oost wel rendabel kan zijn. De nieuwe ontwerpmethodiek kijkt breder en houdt de aanpassingen in de infrastructuur beperkt.
Op 4 april 2018, toen de eerste Eurostar rechtstreeks van Amsterdam naar Londen reed, pleitte Roger van Boxtel (NS-president-directeur 2015-2020) voor het uit de kast halen van de HSL-Oost, met name voor de duurzaamheid ter vervanging van het vervuilende vlieg- en autoverkeer op relatief korte afstanden. Wat Van Boxtel betreft zou een nieuwe HSL-Oost niet alleen een snelle verbinding tussen Amsterdam en Keulen, maar ook tussen Amsterdam en Berlijn moeten realiseren. De NS werkte al aan het verbeteren van de infrastructuur van de Intercity Berlijn door minder vaak te stoppen en de locwisselling in Bad Bentheim te schrappen, waarmee de huidige rit van 6,5 uur met een uur zou kunnen worden verkort.